# ماه دوران
ماه دوران سلطان (بالتركية: Mahidevran Sultan) لُقبت بجُلبهار (بالتركية: Gülbahar) ولدت سنة 1500 تقريبا وتوفيت سنة 1581، هي الزوجة الأولى للسلطان سليمان القانوني وأم راضية سلطان والأمير مصطفى والذي كان أكبر المرشحين لخلافة والده على عرش السلطنة العثمانية.
تزوجت السلطان سليمان القانوني زواج شرعي و أنجبت له عدة أولاد لم يعش منهم سوى الأمير مصطفى والسلطانة راضية.
هي زوجة السلطان سليمان القانوني الأولى و من بعدها تزوج السلطانة هُرم وهي أول جارية تتزوج من السلطان في الدولة العثمانية.

## الحياة المبكرة
يعتقد على الارجح انها أميرة شركسية نظرا لاختلاف المعلومات عن أصلها عن المصادر التركية ولكن هي وُلدت مسلمة والإسلام يمنع أن يتم سبي المسلمات أو حتى غير المسلمات الآمنات في بيوتهن وكان السبي فقط بعد الحروب وشراء الجواري من الأسواق و على الأغلب تم خطفهن من بلادهن .
تزوج السلطان سليمان من ماه دوران ؛ كما ان الزواج من الجواري كان ممنوع على السلاطين ولكن تغير هذا في عهد السلطان سليمان القانوني بعد زواجه من خُرَّم سلطان.

## خلال حكم سليمان القانوني
في الحرملك السلطاني في إسطنبول وجدت لها منافسة جديدة على قلب السلطان هي جارية تزوجها السلطان وأطلق عليها اسم خُرَّم. واشتعلت المنافسة بين الاثنتين وكان لوالدة السلطان السلطانة عائشة حفصة سلطان دور في كبح جماح هذه المنافسة حتى وفاتها عام 1534م. ولكن بعد موت السلطانة الأم ازداد نفوذ السلطانة خُرم داخل الحرم - والتي كانت أثيرة السلطان - وعملت على نفى السلطانة ماه دوران من القصر وهو ما قام بتنفيذه السلطان فيما بعد، فنفى السلطانة ماه دوران إلى قصر مانيسا مع ابنها الأمير شاه زاد مصطفى رغم اعتبار ذلك إجراء معتاد لتجهيز الأمير لولاية العهد .
قيل انه كان للسلطانة خُرَّم وزوج ابنتها الصدر الأعظم رستم باشا دور في تأليب السلطان سليمان على ولي عهده الأمير مصطفى. حيث أقنعا السلطان أن مصطفى سيتمرد عليه ويعزله حيث كان يحظى بمحبة جنود الإنكشارية. مما حدا بالسلطان سليمان القانوني إلى إصدار أمر بإعدامه خلال إحدى حملاته على الدولة الصفوية سنة 1553.

## وفاتها
بعد إعدام ولدها انتقلت إلى بورصة لتجاور قبر ولدها الذي دفن هناك ولم يكن لها مصدر دخل، مما حدا بابن زوجها السلطان سليم الثاني إلى جعل راتب مخصص لها حتى وفاتها عام 1581 في عهد السلطان مراد الثالث.